# Ilha Spruce
Ilha Spruce (em inglês:  Spruce Island, em russo:  Еловый остров) é uma ilha no Arquipélago Kodiak no Golfo do Alasca, localizada ao nordeste da Ilha Kodiak. A ilha serviu como eremitério para o santo Germano do Alasca, fazendo do local um ponto de peregrinação para religiosos ortodoxos. De acordo com o Censo dos Estados Unidos de 2020, a ilha possuia 242 habitantes, a maioria em sua única cidade, Ouzinkie.
De acordo com um time de pesquisadores da cidade de Yakutsk, a ilha legalmente pertence à Igreja Ortodoxa Russa, já que o Império Russo não tinha permissão legal de vendê-la na Compra do Alasca.